# 太平里 (高雄市)
太平里為高雄市旗山區屬下的行政區劃。根據截至2025年4月（民國114年4月）的統計，該里有20鄰，1034戶，2568人。

## 歷史
明鄭時期平埔族之一支族人大傑巔社由路竹鄉等地移入今旗山地區，在清代時期是屬於蕃薯藔庄的一部份，是古亭坑（田寮鄉）、溪洲等地居民前來蕃薯藔街的要衝。在日治初期與大德里劃分為蕃薯藔庄第一保，1920年旗山街成立，1925年保甲編制改編旗山街第一保。
1945年中華民國接收台灣後，命名為太平里，隸屬於高雄縣，改旗山街為旗山鎮；改保甲為里鄰。1950年10月1日，高、屏分治，旗山鎮仍隸屬於高雄縣。2010年12月25日，太平里因為高雄縣、市合併而隸屬於直轄市高雄市。

## 外部連結
- 高雄市旗山區公所里政專區 （页面存档备份，存于）